# Letteratura sudafricana
Con letteratura sudafricana si fa riferimento alla letteratura propria dell'omonimo Stato africano. Molti scrittori africani furono educati da missionari anglicani e la maggior parte di loro scrisse opere in inglese e in afrikaans. L'apartheid, che ha caratterizzato la storia politica della nazione, è stata fonte di ispirazione per gli scrittori, consentendo loro di interrogarsi sulla società contemporanea del loro paese. Tra i più noti scrittori, vi sono il poeta di guerra Uys Krige e Sol Plaatje, autore nel 1930 di uno dei primi romanzi (Mhudi) in lingua in inglese propri di questa letteratura.